# Episodi di Merlí (seconda stagione)
La seconda stagione di Merlí, composta da 13 episodi, è stata trasmessa in Spagna sull'emittente TV3 dal 19 settembre 2016 al 12 dicembre 2016.
La serie è ancora inedita in Italia.
| Numero | Titolo originale | Titolo italiano | Prima TV Spagna   | Prima Italia |
| ------ | ---------------- | --------------- | ----------------- | ------------ |
| 1      | Els presocràtics |                 | 19 settembre 2016 | Inedito      |
| 2      | Thomas Hobbes    |                 | 26 settembre 2016 | Inedito      |
| 3      | Els estoics      |                 | 3 ottobre 2016    | Inedito      |
| 4      | Kant             |                 | 10 ottobre 2016   | Inedito      |
| 5      | Hipàrquia        |                 | 17 ottobre 2016   | Inedito      |
| 6      | Montaigne        |                 | 24 ottobre 2016   | Inedito      |
| 7      | Judith Butler    |                 | 31 ottobre 2016   | Inedito      |
| 8      | Freud            |                 | 7 novembre 2016   | Inedito      |
| 9      | Descartes        |                 | 14 novembre 2016  | Inedito      |
| 10     | Engels           |                 | 21 novembre 2016  | Inedito      |
| 11     | Zizek            |                 | 28 novembre 2016  | Inedito      |
| 12     | El taoisme       |                 | 5 dicembre 2016   | Inedito      |
| 13     | Boeci            |                 | 12 dicembre 2016  | Inedito      |